# Château de Panemunė
 (mai 2023).
Si vous disposez d'ouvrages ou d'articles de référence ou si vous connaissez des sites web de qualité traitant du thème abordé ici, merci de compléter l'article en donnant les références utiles à sa vérifiabilité et en les liant à la section « Notes et références ».
Le château de Panemunė (en lituanien, le Panemunės pilis) est un château situé sur la rive droite du Niémen à Vytėnai en Lituanie.

## Histoire
Le fort originel, situé en haut d'une colline et érigé par les chevaliers teutoniques en 1343, est remplacé par un château construit entre 1604 et 1610 par un noble hongrois descendant de János Eperjes. Le nom "Panemunė" ("le long du Niémen", prononcé Pa-né-mou-né), est probablement tiré de celui d'un manoir situé à proximité. Le château de Panemunė n'est pas conçu comme une place forte de défense d'un territoire, mais plutôt comme un château de nobles avec des atouts défensifs, plusieurs bâtiments et un corps de ferme comme cela était souvent le cas au XVIIe siècle. Le château est rapidement devenu l'un des plus beaux bâtiments de style renaissance de Lituanie.
Il est reconstruit aux alentours de 1759 par la famille Gelgaudai. Les nouveaux propriétaires y ajoutent de nombreuses décorations intérieures, y compris des fresques qui ont été récemment redécouvertes lors de la rénovation des ailes du château.
Aujourd'hui, le château est ouvert aux visiteurs. Il se trouve au sein d'un parc situé sur une haute colline et est entouré de cinq étangs en cascade. Pendant la saison touristique, des travaux de l'Académie des arts de Vilnius sont exposés dans le château.